# فكتوريا نعمان
فكتوريا نعمان (1921-2004) مذيعة ومحامية عراقية شيوعية من مواليد مدينة البصرة، وهي أول مذيعة راديو في العراق.

## حياتها
ولدت فكتوريا عام 1921 في مدينة البصرة جنوب العراق، اكملت دراستها الثانوية في بغداد. التحقت بكلية الحقوق في عام 1941 وكانت واحدة من بين ثلاث طالبات وحيدات في الدفعة من بين مئتي طالب. اسست في عمر الخامسة عشرا فرعاً نسائياً لجمعية بيوت الامة كان شعاره «مكافحة الفقر، والجهل، والمرض». كما ترأست تحرير ملحق الناس الاسبوعي النسوي في جريدة «الناس» البصرية. أصبحت أول مذيعة راديو عراقية في عام 1943 بعد ان استمع اليها مدير أذاعه بغداد آنذاك حسين الرحال وهي تلقي بكلمة في حفل في الكلية فاعجب بادائها ودعاها إلى العمل في قسم الاخبار في الراديو. انتمت وهي طالبة في كلية الحقوق إلى الحزب الشيوعي العراقي. شاركت عام 1945 في تأسيس «جمعية المرأة العراقية».
سافرت في عام 1945 إلى دمشق مع وفد من المحامين العراقيين لحضور مؤتمر المحامين العرب، وقررت البقاء فيها بعد ان لاحظت ان الحزب الشيوعي في دمشق يمارس نشاطه بشكل علني بالإضافة إلى ازدهار الحركة الوطنية في الشام. اثناء اقامتها في سوريا عملت فكتوريا بتدريس الادب العربي واللغة الإنجليزية كما واصلت نشاطها السياسي.
اعتقلت فكتوريا بعد اعتراف الاتحاد السوفيتي بتقسيم فلسطين، عادت بعد اطلاق سراحها إلى بغداد لكنها اعتقلت فيها أيضا مع عدد من الشيوعيات الاخريات، خلال فترة تواجدها في السجن جرى عقد قرانها مع الطبيب اللبناني صدقي الشهال. حاول الشهال الحصول على الجنسية اللبنانية لفكتوريا لتخليصها من السجن. بعدها أطلق سراح فكتوريا وسحبت الجنسية العراقية منها وانتقلت للعيش في لبنان.
في لبنان عاشت فكتوريا في مدينة طرابلس، وعملت فيها ناظرة لثانوية بنات حكومية واستمرت في وظيفتها هذه حتى تقاعدت في عام 1987.

## وفاتها
توفيت فكتوريا نعمان بتاريخ 19 فبراير 2004 وبعمر يناهز الثمانين عاماً بمدينة طرابلس في لبنان.